# Jüdischer Friedhof (Čížkovice)
Koordinaten: 50° 29′ 34,5″ N, 14° 1′ 15,7″ O

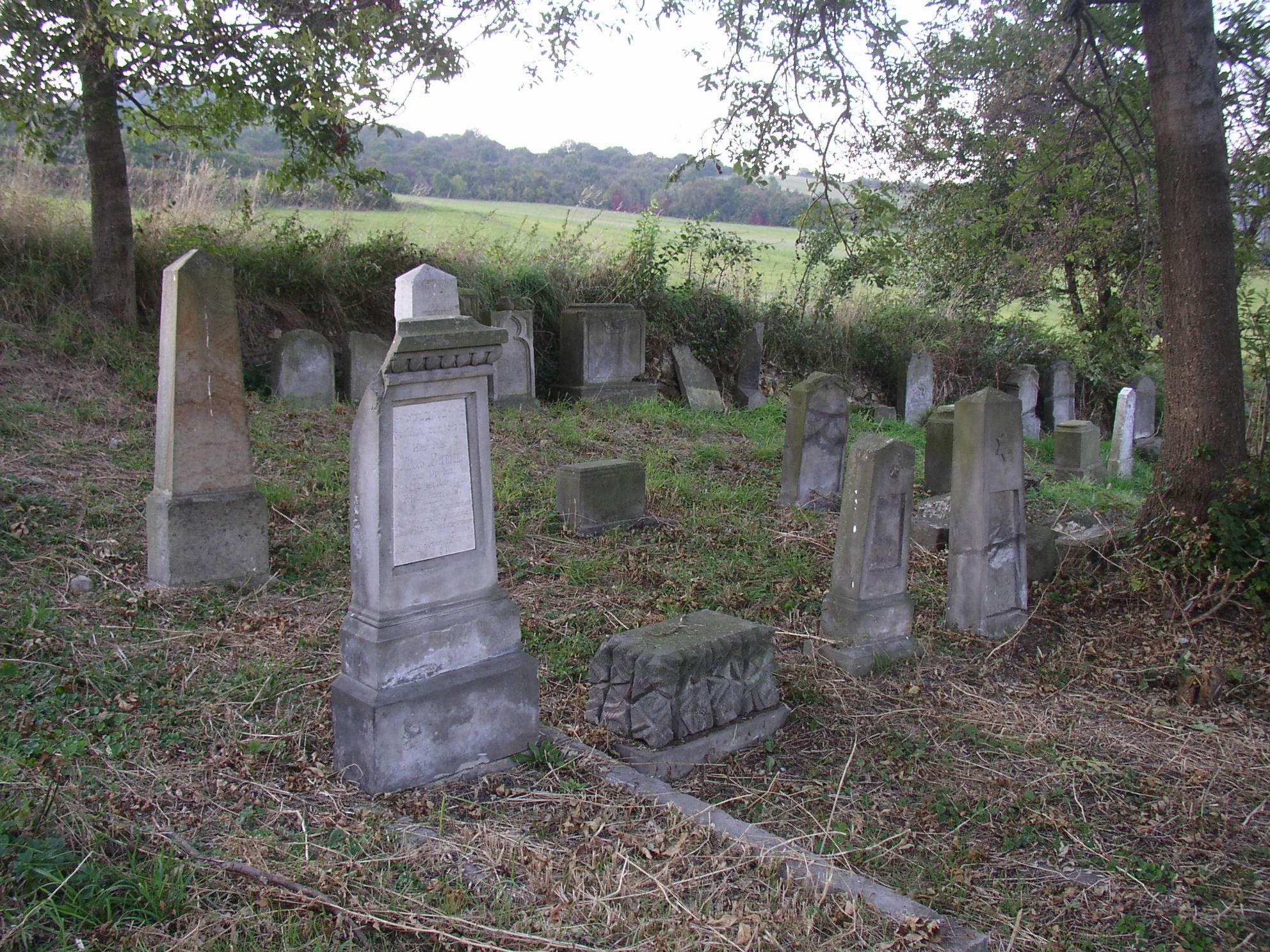
Jüdischer Friedhof in Čížkovice

Der Jüdische Friedhof in Čížkovice (deutsch Tschischkowitz), einer Gemeinde im Ústecký kraj in Tschechien, wurde um 1800 angelegt. Auf dem jüdischen Friedhof sind heute  noch circa 20 Grabsteine (Mazevot) vorhanden. 